# Tennis als Jocs Olímpics d'estiu de 1968
Als Jocs Olímpics d'Estiu de 1968 celebrats a Ciutat de Mèxic, Mèxic, es van disputar 10 proves tennístiques, dues en categoria masculina, dues en categoria femenina i una en categoria mixta, tant en la modalitat de demostració com d'exhibició. La competició se celebrà a la ciutat de Guadalajara.
El tennis retornà a la competició, si bé com a esport de demostració, després de la seva absència des de l'any 1920.

## Resum de medalles

### Demostració
| Prova              | Or                               | Argent                          | Bronze                             |
| Individual masculí | Manuel Santana                   | Manuel Orantes                  | Herbert Fitzgibbon                 |
| Individual femení  | Helga Niessen                    | Jane Bartkowicz                 | Julie Heldman                      |
| Dobles masculins   | Rafael Osuna Vicente Zarazúa     | Juan Gisbert Manuel Santana     | Pierre Darmon Joaquín Loyo-Mayo    |
| Dobles femenins    | Edda Buding Helga Niessen        | Rosa Maria Darmon Julie Heldman | Jane Bartkowicz Valerie Ziegenfuss |
| Dobles mixtos      | Julie Heldman Herbert Fitzgibbon | Helga Niessen Jürgen Faßbender  | Jane Bartkowicz James Osborne      |

### Exhibició
| Prova              | Or                              | Argent                             | Bronze                               | Bronze                           |
| Individual masculí | Rafael Osuna                    | Ingo Buding                        | Vladimir Korotkov                    | Nicola Pietrangeli               |
| Individual femení  | Jane Bartkowicz                 | Julie Heldman                      | María Eugenia Guzmán                 | Suzana Petersen                  |
| Dobles masculins   | Rafael Osuna Vicente Zarazúa    | Pierre Darmon Joaquín Loyo-Mayo    | Francisco Guzmán Teimuraz Kakulia    | Vladimir Korotkov Anatoli Volkov |
| Dobles femenins    | Rosa Maria Darmon Julie Heldman | Jane Bartkowicz Valerie Ziegenfuss | María Eugenia Guzmán Suzana Petersen | Cecilia Rosado Zaiga Jansone     |
| Dobles mixtos      | Zaiga Jansone Vladimir Korotkov | Jane Bartkowicz Ingo Buding        | Rosa Maria Darmon Pierre Darmon      | Suzana Petersen Teimuraz Kakulia |